# Bertram Kienzle
Bertram Kienzle (* 3. Juni 1948 in Freiburg im Breisgau) ist ein deutscher Philosoph.

## Leben
Nach dem Abitur 1967 in Freiburg im Breisgau studierte er von 1967 bis 1973 Philosophie und Germanistik an der Universität Freiburg im Breisgau. Nach der Promotion 1973 zum Dr. phil. in Freiburg im Breisgau, dem Staatsexamen 1973 (Philosophie/Deutsch) ebenda und Habilitation 1979 in Heidelberg war er von 1998 bis 2013 Professor für Philosophie (Schwerpunkt Theoretische Philosophie) in Rostock.

## Schriften (Auswahl)
- Die semantische Form des Guten. Wiesbaden 1983, ISBN 3-515-03579-6.
- Der Ursprung der modernen Logik und Semantik bei Gottlob Frege. Wismar 2006, OCLC 255715766.
- Die Bestimmung des Janus. Ereignisontologische und ereignislogische Grundlagen des analytischen Existenzialismus. Tübingen 2007, ISBN 3-16-149400-8.
- Frege und Zahlen. Wismar 2009, OCLC 837972429.